# Краус, Петер
Петер Краус (нем. Peter Kraus; 27 июня 1941, Рюссельсхайм, Германский рейх — 1 августа 2024) — немецкий хоккеист (хоккей на траве), вратарь. Олимпийский чемпион 1972 года, чемпион Европы 1970 года.

## Биография
Петер Краус родился 27 июня 1941 года в немецком городе Рюссельсхайм.
С 1959 года играл в хоккей на траве за «Рюссельсхаймер» из Рюссельсхайма. Пять раз выигрывал чемпионат ФРГ по хоккею на траве (1968, 1971, 1975, 1977—1978), один раз — по индорхоккею (1976).
Дебютировал в сборной ФРГ в 1969 году на турнире в Пакистане. 
В 1970 году в составе сборной ФРГ завоевал золотую медаль дебютного чемпионата Европы в Брюсселе.
25 мая 1972 года удостоен высшей спортивной награды ФРГ — «Серебряного лаврового листа».
В 1972 году вошёл в состав сборной ФРГ по хоккею на траве на Олимпийских играх в Мюнхене и завоевал золотую медаль. Играл на позиции вратаря, провёл 6 матчей, пропустил 3 мяча (по одному от сборных Бельгии, Пакистана и Испании).
В 1969—1972 годах провёл за сборную ФРГ 26 матчей, в том числе 22 на открытых полях, 4 в помещении.
До 2001 года работал в автомобильной компании Opel, занимался обивкой салонов.
Умер 1 августа 2024 года в возрасте 83 лет.

## Семья
Жена — Урсула, бывшая хоккеистка. Воспитали двоих сыновей.